# Ernst Krebs
Ernst Krebs, född 4 november 1906 i München, död 20 juli 1970 i Gauting, var en tysk kanotist.
Krebs blev olympisk guldmedaljör i K-1 10000 meter vid sommarspelen 1936 i Berlin.